# Gia Vân
	Gia Vân		là một xã thuộc tỉnh Ninh Bình, Việt Nam.

## Địa lý
Trụ sở xã nằm cách phường Hoa Lư - trung tâm tỉnh lỵ Ninh Bình 17 km về phía Tây Bắc, có vị trí địa lý:
- Phía đông giáp xã Gia Trấn.
- Phía tây giáp xã Đại Hoàng.
- Phía nam giáp phường Tây Hoa Lư.
- Phía tây bắc giáp xã Gia Viễn.

Xã Gia Vân	có diện tích:	26,94	km², 	dân số:	25.920	người, mật độ dân số: 	962	người/km². 	
Đây là đơn vị có diện tích xếp thứ:	60	, số dân xếp thứ: 	96	và mật độ dân số xếp thứ: 	100	trong số 129 xã, phường ở Ninh Bình.  
Xã này nằm trên Quốc lộ 37C, và cũng là nơi có sông Hoàng Long chảy qua.

## Lịch sử
Xã được thành lập theo quyết định 450/QN-TC ngày 05/12/1953 trên cơ sở xã Gia Hòa.
Theo Nghị quyết số 1674/NQ-UBTVQH15 ngày 16/6/2025 về sắp xếp các đơn vị hành chính cấp xã của tỉnh Ninh Bình năm 2025, Theo đó, sắp xếp toàn bộ diện tích tự nhiên, quy mô dân số của xã Gia Lập, xã Gia Vân và một phần diện tích tự nhiên, quy mô dân số của xã Gia Tân thành xã mới có tên gọi là xã Gia Vân.	